# Lépcső

Egy lépcső sematikus ábrája

A lépcső olyan szerkezet, amelyen haladva különböző magasságban fekvő helyiségek, terek, épületszintek között közlekedhetünk. A magasságbeli különbségeket lépcsőfokok segélyével osztják egy-egy lépésnek megfelelő kisebb részekre.
A lépcsőfok mérete az ember anatómiai méretéhez igazodik. Egy lépés az öl harmada (két láb), vagyis kb. 0.632161283 méter (az alábbiakban írt értékek ennek a pontatlan változatai).

## Jellemzői
A lépcső fő szempontja, hogy kényelmes legyen, továbbá hogy a szerkezet szilárdsága tekintetében biztosan megfeleljen. A lépcső kényelmes volta nagyságától, a szilárdsága pedig rendszerint a választott lépcsőanyag minőségével áll kapcsolatban. 
A lépcső anyaga lehet kő, tégla, beton, fa és fém. Igen gyakran alkalmaznak a többféle anyagot ugyanazon lépcsőnél. A lépcső részeire vonatkozó kifejezések: lépcsőoldal (lépcsőpofa) a lépcsőket kétoldalt határoló részek neve. A lépcső szélessége, két lépcsőoldal közötti távolság, mely megegyezik a lépcsőfok hosszával. 
Lépcsőoromzat vagy homloksík a lépcsőfokok vízszintes alapja. Fellépő lépcsőfok az alulról induló lépcső első foka. Kilépő fok az emeletek legfelső lépcsőfoka. A lépcső emelkedése két egymásután következő lépcsőfok felső lapjának egymástól való függélyes távolsága (a lépcsőfok magassága). Az emelkedés arányszámát a fokszélesség alatt két egymás után következő lépcsőfok homloksíkjának egymástól való vízszintes távolságát értjük. Pihenő vagy podeszt nagyobb vízszintes tér (kőlap stb.), mely a lépcső egymásutánját megszakítja. Tulajdonképpen szélesebb lépcsőfoknak tekinthető. 
Lépcsőkarnak nevezzük a lépcső megszakítás nélkül való egymásutánját fellépő és pihenő, két pihenő vagy pedig pihenő és kilépő között. E szerint különbséget teszünk egy, két, három stb. karú lépcsők között. 
Lépcsőkorlát a lépcsőn járók leesését megakadályozó és kényelem szempontjából szükséges szerkezet, mely többnyire vasrács alakjában készül, de lehet fém, vagy kőkorlát (ballustrade) vagy téglával falazott korlát is.

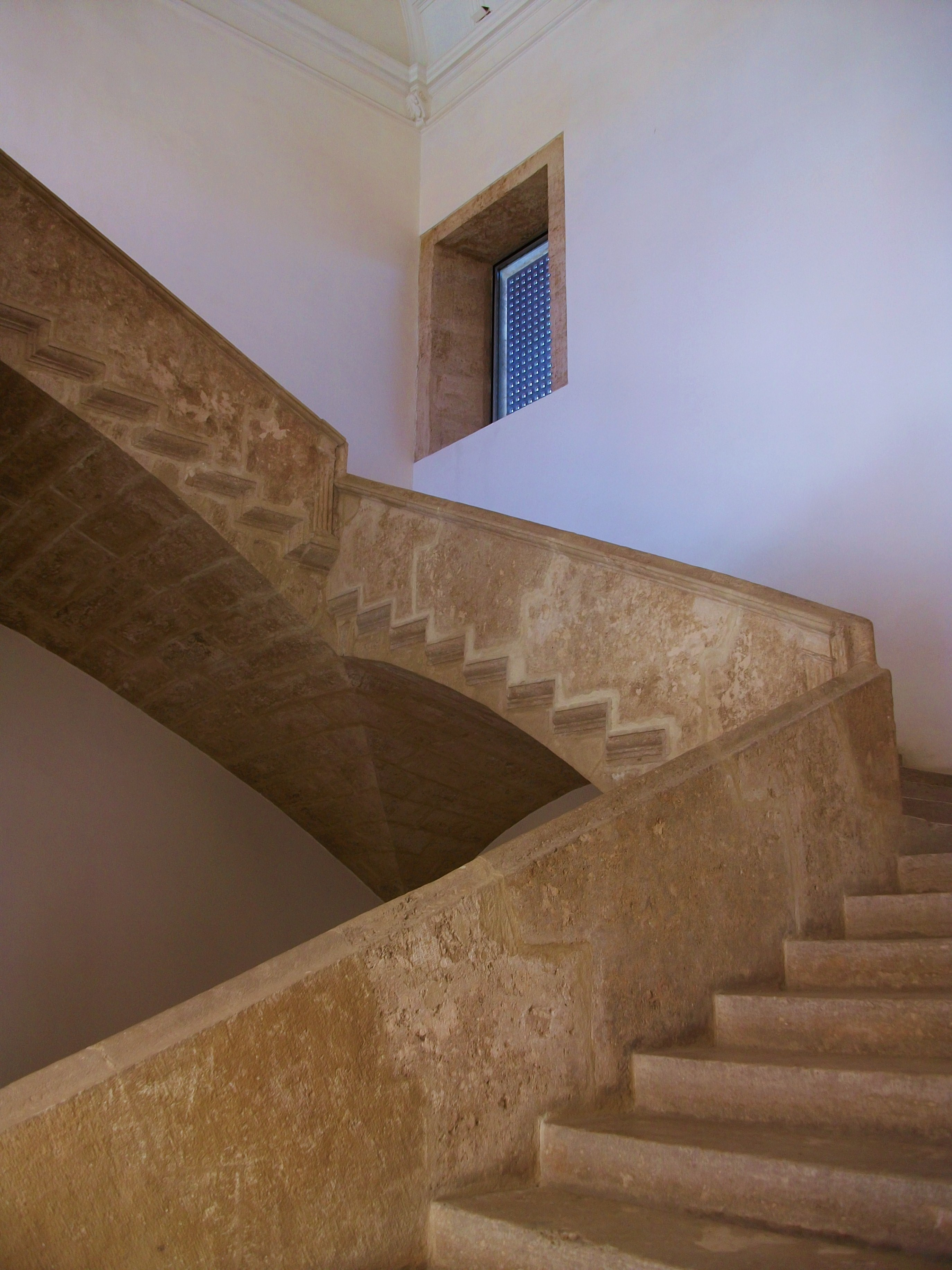
Beltéri kőlépcső

## Lépcsőház
Lépcsőház az épületek helyisége, amelyben a lépcsőfokok elhelyezkednek. Rendszerint az egész épület összes emeleteinek lépcsői ugyanazon helyiségben, a közös lépcsőházban vannak, de kivételképen előfordul, hogy az egyes emeletekre vezető lépcsők az épületnek más-más részében fekszenek. Szerkezet tekintetében lehet a lépcső szabadon függő (csak egyik oldalán befalazott) és alátámasztott (falazat, boltozat vagy vastartó által).

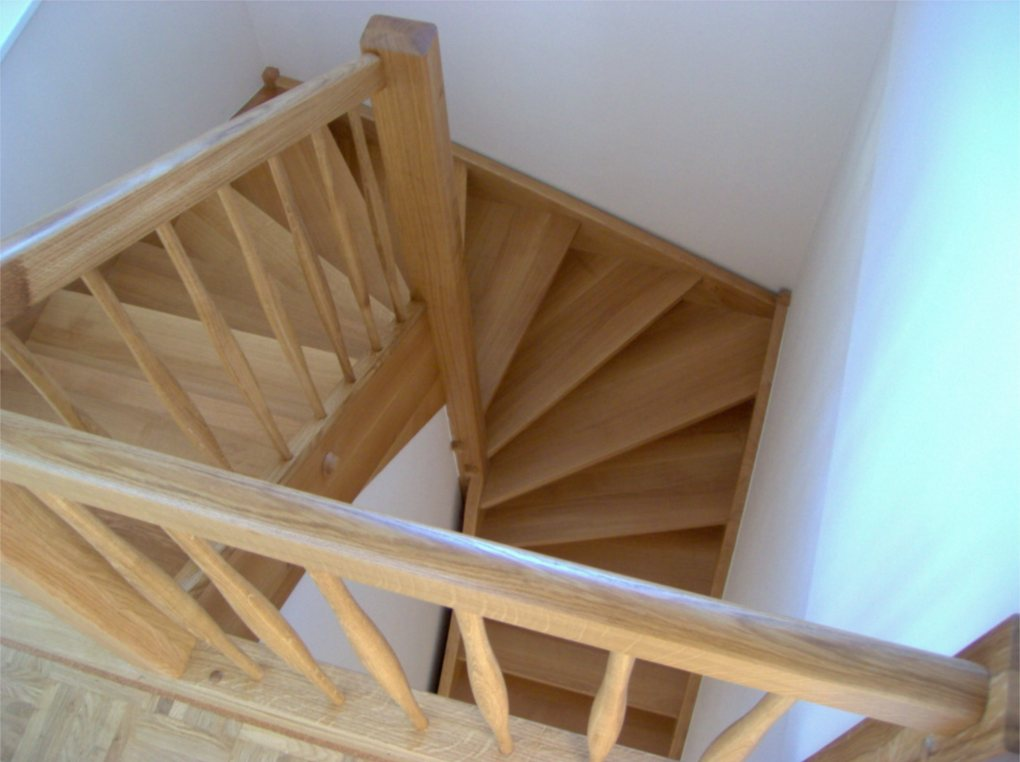
Falépcső

Lépcső lehet egyenes egykarú, amikor középvonala egy folytonos egyenest képez. Ilyen fajta lépcsőt rendszerint csak monumentális nagy épületeknél alkalmaznak, mint például az Országház esetében is láthatjuk. Egyenes többkarú lépcső középvonala egyenesekből álló tört vonalat alkot. A lépcső e fajtáját leggyakrabban készítik különösen az épületek főlépcsőinek alakjában. A genovai mintákra támaszkodó bérházaink boltozott lépcsői kétkarúak. 
A régibb időkből ránk maradt épületekben a háromkarú főlépcső az általános tipus, amely azonban gyakori az újonnan épülő házakban is. Egy lépcsőnek lépcsőházai rendszerint közelítően négyzetes alaprajzúak; az egyik oldal az emeletek magasságában vízszintes síklapot képez, a többi három oldalon pedig egy-egy kar lépcsőfokai emelkednek. A szögletekben vannak a pihenők (podesztek).  
Háromnál több karú lépcsők csak szabálytalan vagy sokszögű alaprajz mellett szokásosak. Nagyszabású épületeknél nem ritka az ötkarú lépcső, amely alulról egy széles karral indul és egy podeszttől felfelé két irányban ágazik el, rendszerint keskenyebb karokkal (ilyen a fővárosi Vígadó-épület főlépcsője is). 
Az egyeneskarú lépcsőtől eltérően van kerekded lépcső is, amelynél a középvonal egészen, vagy részben görbe. Ily kerekded lépcsőt ugyancsak régi épületeink tartalmaznak (pl. az Andrássy úton lévő Oktogon-házak, melyeknél a lépcsőház félkör alakú.) Előnyük, hogy aránylag csekély helyet foglalnak el, de szembeszökő hátrányuk kényelmetlen voltuk. Félkör és egyenes vonal egyesítésével készítik a patkó alakú lépcsőt, amelyet leginkább melléklépcsőknél alkalmaznak. Igenszűk helyen, különösen tornyokban, a csigalépcső szolgál előnyösen, melynek alaprajza minimális sugarú kör. Az egyeneskarú lépcsők fokai nem mindig hasáb alakúak, hanem előfordul, hogy élük és hátsó lapjuk nem párhuzamos. Az ilyen lépcsőfok ék alakú. A kerekded lépcsőknél és különösen a csigalépcsőknél az élek sugarasan helyezkednek el. Ezek tehát valamennyien ék alakúak.

## Méretezése

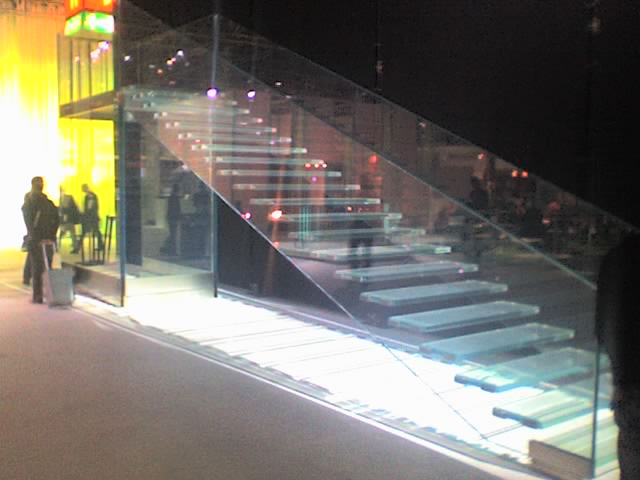
Üveglépcső

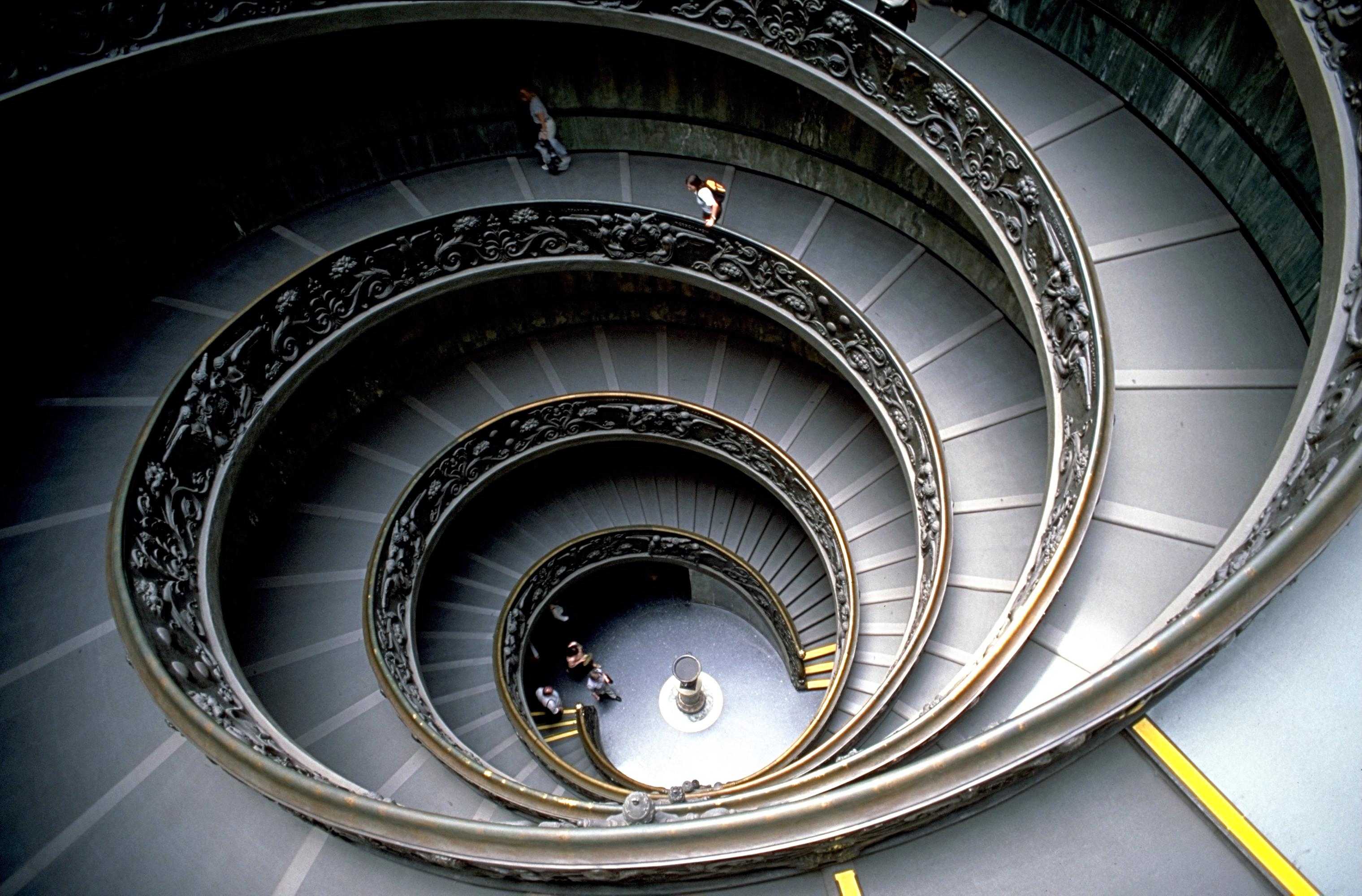
Csigalépcső a Vatikáni Múzeumban

Kiválóan fontos kelléke a lépcsőnek a kényelmesség, amely lehetőleg csekély megerőltetéssel való járhatóságában nyilvánul meg. Helyes méretezést feltételezve, a lépcső annál kényelmesebb lehet, minél nagyobb terület áll a rendelkezésére. Viszonyaink közt főlépcsőt nem szabad 1 m és 30 cm-nél keskenyebbre szabni. Egy-egy főlépcsőfok átlagos szélessége legalább 30 cm, magassága pedig legalább 16 cm kell hogy legyen. 
A padlás- és pincelépcsőfokok minimális szélessége 25 cm, magassága pedig 20 cm. Kitűnik ezekből, hogy a lépcső kényelmességére nézve irányadó a fokok magassága és szélessége, illetve e két méretnek egymáshoz való viszonya. A fokszélességet sz betűvel, magasságát m betüvel jelölve, az építendő lépcső fokméreteit a következő egyenlet alapján szokták meghatározni: 2 × m + sz = 64 cm, ahol felvéve az m számára pl. 15 cm méretet, sz 34 cm lesz. Az igen kényelmes lépcsőfokoknál azonban még 15 cm-nél is kisebb magasságot szoktak felvenni, a szélesség tehát még 34 cm-nél is nagyobbnak adódik ki a formula alapján, amely csupán tapasztalati adatnak tekintendő és kisebb-nagyobb eltérést megtűr. 
A pihenők (podesztek) minimális szélességére egy lépés (60 cm). A fa- és kőlépcső-fokokat rendszerint fa- és kőtömbökből készítik, de gyakori a deszkákból, illetve pallókból, ugyszintén a márványlemezekből készített lépcső is. A vaslépcsők fokait öntött vaslemezekből és egyéb öntött vasalkatrészekből szokták készíteni. A fokok felső lapját többnyire deszkaborítással látják el, vagy fapallóból készítik.

## Előlépcső
Az előlépcsők rendesen földszinti bejáratoknál jönnek alkalmazásba. Különösen díszesek a nagyszabású középületek előlépcsői, amint azt múzeumoknál, templomterrászoknál is láthatjuk. A Nemzeti Múzeum előlépcsője az első emeletre vezet. Ugyancsak készülnek ilyen előlépcsők az Országház, a budapesti Szent István-bazilika és az igazságügyi palota főhomlokzatai elé.

## Lásd még
- Csigalépcső